# Fokke Beckmann
Fokke Beckmann (19 de agosto de 1986) es un deportista alemán que compitió en remo. Ganó una medalla de plata en el Campeonato Europeo de Remo de 2007, en la prueba de cuatro sin timonel.

## Palmarés internacional
| Campeonato Europeo | Campeonato Europeo | Campeonato Europeo | Campeonato Europeo |
| Año                | Lugar              | Medalla            | Prueba             |
| ------------------ | ------------------ | ------------------ | ------------------ |
| 2007               | Poznań (Polonia)   | Medalla de plata   | Cuatro sin timonel |